# Zuxxez Entertainment
Zuxxez Entertainment 是一間電子遊戲出版公司。主要出品的遊戲有《地球2160》（Earth 2160）和《天外天》（Two Worlds），兩者皆由Reality Pump Studios開發。
在2001年，Zuxxez 買下了 TopWare Interactive，這是一間波蘭的電子遊戲開發商，出品的遊戲有公元2140（Earth 2140）和騎士帝國（Knights and Merchants）。

## 外部連結
- Zuxxez 官方網站